# Хауффе, Артур
Артур Хауффе (нем. Arthur Hauffe; 20 декабря 1892 — 22 июля 1944) — командир 13-го армейского корпуса, генерал пехоты вермахта.

## Биография
Начал службу 25 апреля 1912 в качестве курсанта, 18 декабря 1913 произведён в лейтенанты. С началом Первой мировой войны пришёл со своим полком на фронт. С 24 июня 1915 служил батальонным адъютантом в 29-м запасном полку. С 22 ноября 1915 заместитель полкового адъютанта, уже с 29 ноября 1915 полковой адъютант. 27 января 1917 был повышен до старшего лейтенанта. Переведён 7 декабря 1917 в Генеральный штаб на должность ординарца. После войны остался в армии и служил в различных штабах.

В 1943 командовал 46-й пехотной дивизией, затем принял командование 13-м армейским корпусом. Во время Львовско-Сандомирской наступательной операции Красной армии не сумел подготовиться к отводу своих войск, когда они оказались под угрозой окружения. Ожидая его возвращение с 20 по 22 июля 1944, командование 13-м армейским корпусом принял генерал-лейтенант Вольфганг Ланге. Был захвачен советскими войсками в плен 22 июля 1944 и погиб в тот же день, когда наступил на мину, будучи на марше.

## Награды
- Железный крест (1914) 2-го и 1-го класса
- Орден Церингенского льва рыцарский крест 2-го класса с мечами
- Орден Альбрехта рыцарский крест 2-го класса с мечами
- Орден Саксен-Эрнестинского дома рыцарский крест 2-го класса с мечами
- Ганзейский крест Гамбурга
- Почётный крест Первой мировой войны 1914/1918
- Пряжка к Железному кресту (1939) 2-го и 1-го класса
- Медаль «За зимнюю кампанию на Востоке 1941/42»
- Орден Михая Храброго (Королевство Румыния, 14.10.1941)
- Рыцарский крест Железного креста (25.07.1943)
- Немецкий крест в золоте (11.04.1944)